# Escudo espagnol
Pour les articles homonymes, voir Escudo.
L'escudo (littéralement « écu ») ou corona (« couronne »), est une monnaie d'or espagnole introduite au XVIe siècle, puis une unité monétaire espagnole entre 1864 et 1869.

## Une pièce en or
L'escudo consiste en une pièce d'or à 22 carat, frappée par l'Espagne du XVIe siècle, pesant 3,4 grammes , d'une valeur de 16 réaux ou 350 maravédis. La première fut frappée en 1535 (ou 1537 ?) à Barcelone pour subvenir aux frais de l'expédition de Tunis de 1535 par Charles Quint. L'escudo d'or succéda au ducat d'or, d'inspiration italienne, puisque son poids est approchant de celui du sequin ou du fiorino d'or.
Pour tenir compte de la dévaluation de l'argent par rapport à l'or, l'escudo fut plusieurs fois réévalué, d'abord à 400 maravédis en 1566, puis 440 en 1609 et 550 en 1642.
Cette monnaie, frappée sous les règnes des rois d'Espagne de Philippe II à Ferdinand VII, avait une valeur de 16 réaux d'argent. Elle fut utilisée tout au long de l'Empire espagnol, où elle fut frappée progressivement dans les ateliers monétaires du Mexique, de Saint-Domingue, du Pérou, de Bolivie, du Chili, du Guatemala, du Vénézuela et de Colombie jusqu'au début du XIXe siècle.
Le premier escudo comportait à l'avers les armoiries des Habsbourg d'Espagne et la mention IOANA ET KAROLVS (Jeanne et Charles Quint), à l'envers la croix avec fleur quadrilobée et la mention HISPARIUM REGES SICILIAE. Cette représentation perdura jusqu'au règne Philippe V avec l'avers de type « busto ». Une émission spécifique, inspirée du monnayage en argent, a été utilisée au Pérou.
Ses principales subdivisions étaient les  suivantes (il y a eu quelque exceptions locales ou temporaires) : ½, 1, 2, 4 et 8 escudos. La monnaie de 2 escudos était aussi appelée « doublon ».

## Une unité monétaire
Sous le règne d'Isabelle II, l'escudo devient l'unité monétaire espagnole de référence en 1864, en remplacement du réal espagnol. C'est une monnaie en argent, divisée en 100 céntimos. Le taux de conversion est de 10 réaux pour 1 escudo. L'Espagne rejoint ainsi l'Union latine.
La production de pièces comprend des valeurs de ½, 1, 2½ et 5 céntimos en cuivre ; de 10, 20 et 40 céntimos, et de 1 et 2 escudos en argent ; enfin de 2, 4 et 10 escudos en or.
Cette unité de compte est finalement abandonnée en octobre 1868 au profit de la peseta espagnole qui fut alors définie comme la nouvelle unité monétaire, basée sur ses subdivisions sur le système décimal.